# Орловка (Белозерский район)
Орло́вка — деревня в Белозерском районе Курганской области Российской Федерации. Входит в состав Светлодольского сельсовета.

## География
Расположено в 16 км (28 км по автодороге через Баярак) к северо-западу от райцентра села Белозерского и в 52 км (73 км по автодороге) к северу от Кургана.

### Часовой пояс
Орловка, как и вся Курганская область, находится в часовой зоне МСК+2. Смещение применяемого времени относительно UTC составляет +5:00.

## История
Выселок Орловка образован в 1925 году в Скопинском сельсовете Белозерского района. 5 июня 1964 года указом Президиума Верховного Совета РСФСР деревня Орловка переименована в Светлую. Решением Курганского облисполкома № 489 от 14 декабря 1971 года деревня перечислена из Скопинского сельсовета во вновь образованный Баяракский сельсовет. 17 июля 1992 года указом Президиума Верховного Совета РФ деревня Светлая переименована в Орловку. Ныне входит в состав Светлодольского сельсовета.

## Население
| 1926 | 1989 | 2002 | 2010 |
| ---- | ---- | ---- | ---- |
| 34   | ↗182 | ↘168 | ↘82  |

Национальный состав
- По переписи населения 2002 года проживало 168 человек, из них русские — 95 %.
- По переписи населения 1926 года проживало 34 человека, все русские.

## Достопримечательности
В деревне установлен увенчанный пятиконечной звездой обелиск павшим воинам в годы Великой Отечественной войны. На гранях памятника указаны фамилии погибших.